# Ofra Haza
Bat Sheva' Ofra Haza, mer känd som Ofra Haza (hebreiska; עָפְרָה חָזָה), född 19 november 1957 i Tel Aviv, Israel, död 23 februari 2000 i Sheba Medical Center, Ramat Gan, Israel, var en israelisk sångerska.

## Biografi
Ofra Haza växte upp i Hatikvah utanför Tel Aviv med föräldrar från Jemen. Haza kom på andra plats i Eurovision Song Contest 1983 med låten Chai.  År 1988 fick hon en hit över hela västvärlden med låten "Im Nin'alu". Den låt som artisten främst identifierats med är kompositören Svika Picks Shir Ha'frecha (The Bimbo Song), framförd i filmen Schlager från 1979.
Hon var även med i Dreamworks animerade film Prinsen av Egypten, där hon sjöng som Moses mamma Jochebed på 17 språk, omfattande den tjeckiska, holländska, engelska, finska, franska, tyska, grekiska, hebreiska, ungerska, italienska, norska, polska, portugisiska (och brasilianska), spanska (latinska och castilian) och den svenska versionen.
Den 15 juli 1997 gifte sig Haza med affärsmannen Doron Ashkenazi. De fick inga barn och Ashkenazi dog den 7 april 2001 av en överdos.
Doron Ashkenazi misstänks ha smittat Ofra Haza med HIV. Haza dog 42 år gammal år 2000. Orsaken anses vara lunginflammation och organsvikt, en vanlig dödsorsak för personer med utvecklad AIDS. Hennes familj varken bekräftade eller förnekade påståendet, eftersom det var Hazas önskan att hålla sin sjukdomsbild dold.

## Diskografi
- 1980 - Al Ahavot Shelanu
- 1981 - Bo Nedaber
- 1982 - Pituyim
- 1982 - Li-yeladim
- 1983 - Hai
- 1983 - Shirey Moledet 1
- 1984 - Bayt Ham
- 1984 - Shirey Teyman
- 1985 - Adamah
- 1985 - Shirey Moledet 2
- 1986 - Yamim Nishbarim
- 1987 - Shirey Moledet 3
- 1987 - Album HaZahav
- 1988 - Shaday
- 1988 - Yemenite Love
- 1989 - Desert Wind
- 1992 - Kirya
- 1993 - Oriental Nights
- 1994 - Kol Haneshama
- 1995 - Queen in Exile
- 1997 - Ofra Haza
- 1998 - At Montreux Jazz Festival
- 2000 - Greatest Hits vol.1/Bemanginat Halev
- 2004 - Greatest Hits vol.2/Bemanginat Halev